# Rudolf Palme (Schachspieler)
Rudolf Palme (* 6. März 1910 in Wien; † 1. Januar 2005 in Innsbruck) war ein österreichischer Schachmeister und Physiker.

## Schach
Im Alter von neunzehn Jahren trat Palme dem Deutschen Schachverein Wien bei, wo er auf bekannte Schachmeister wie Rudolf Spielmann, Ernst Grünfeld, Albert Becker, Hans Müller und Josef Lokvenc traf und aus diesen Begegnungen Gewinn für seine Spielstärke zog. Vier Jahre darauf wurde er als Teilnehmer an dem bekannten jährlichen Trebitsch-Gedenkturnier zugelassen. Im Jahr 1936 wurde Palme für die inoffizielle Schacholympiade in München nominiert, wo er für die österreichische Mannschaft an Brett 7 ein Ergebnis von 9 Punkten aus 16 Partien erzielte. Ein Jahr später übersiedelte Palme nach Berlin. Er gewann 1940 die Stadtmeisterschaft von Berlin u. a. vor Friedrich Sämisch, Berthold Koch und Rudolf Teschner. 1941 wurde er Zweiter. 1941 nahm er an der Großdeutschen Meisterschaft in Bad Oeynhausen teil und erreichte Platz 5 bis 7. 1942 gewann er die Stuttgarter Meisterschaft und 1945 die von Augsburg.
Zwischen 1942 und 1945 war Palme Soldat im Zweiten Weltkrieg. Nach Kriegsende wurde er bei der Münchener Stadtmeisterschaft 1946 Zweiter hinter Wolfgang Unzicker. Im nächsten Jahr kehrte er nach Österreich zurück. Fünfmal – 1947, 1949, 1955, 1967 und 1980 – nahm er hier an der Meisterschaft von Tirol teil und siegte jedes Mal. 1950 wurde er in Melk österreichischer Staatsmeister.
Aus beruflichen Gründen zog er sich von 1955 bis 1962 vom Turnierschach zurück. 1975 belegte er noch einmal einen geteilten zweiten Platz bei der österreichischen Meisterschaft.
Der Weltschachbund FIDE verlieh ihm den Titel Internationaler Meister. Seine beste historische Elo-Zahl betrug im August 1942 2531.

## Beruf
Palme studierte an der Technischen Hochschule Wien Physik. Nach dem Abschluss 1933 promovierte er zum Doktor der technischen Physik. Ab 1937 arbeitete er in Berlin. Im Jahr 1947 übersiedelte er aus beruflichen Gründen nach Reutte in Tirol. 1955 bis 1962 arbeitete er in Frankfurt am Main.
Bis zu seinem Tod lebte Palme in Reutte.